# Classe PC-461
La classe PC-461 est une classe de 343 chasseurs de sous-marins construite essentiellement pour l’US Navy entre 1941 et 1944. Dans le cadre du programme Prêt-bail d'armement mis en place par les États-Unis pendant la Seconde Guerre mondiale pour fournir aux Alliés du matériel de guerre avant leur entrée dans le conflit, 46 navires de cette classe ont été transférés à différents pays alliés. D'autres unités furent livrées après 1944-1945.

Cette classe de navire est basée sur les deux premiers exemplaires expérimentaux le PC-451 et le PC-452 ou (Castine (IX-211).

## Service

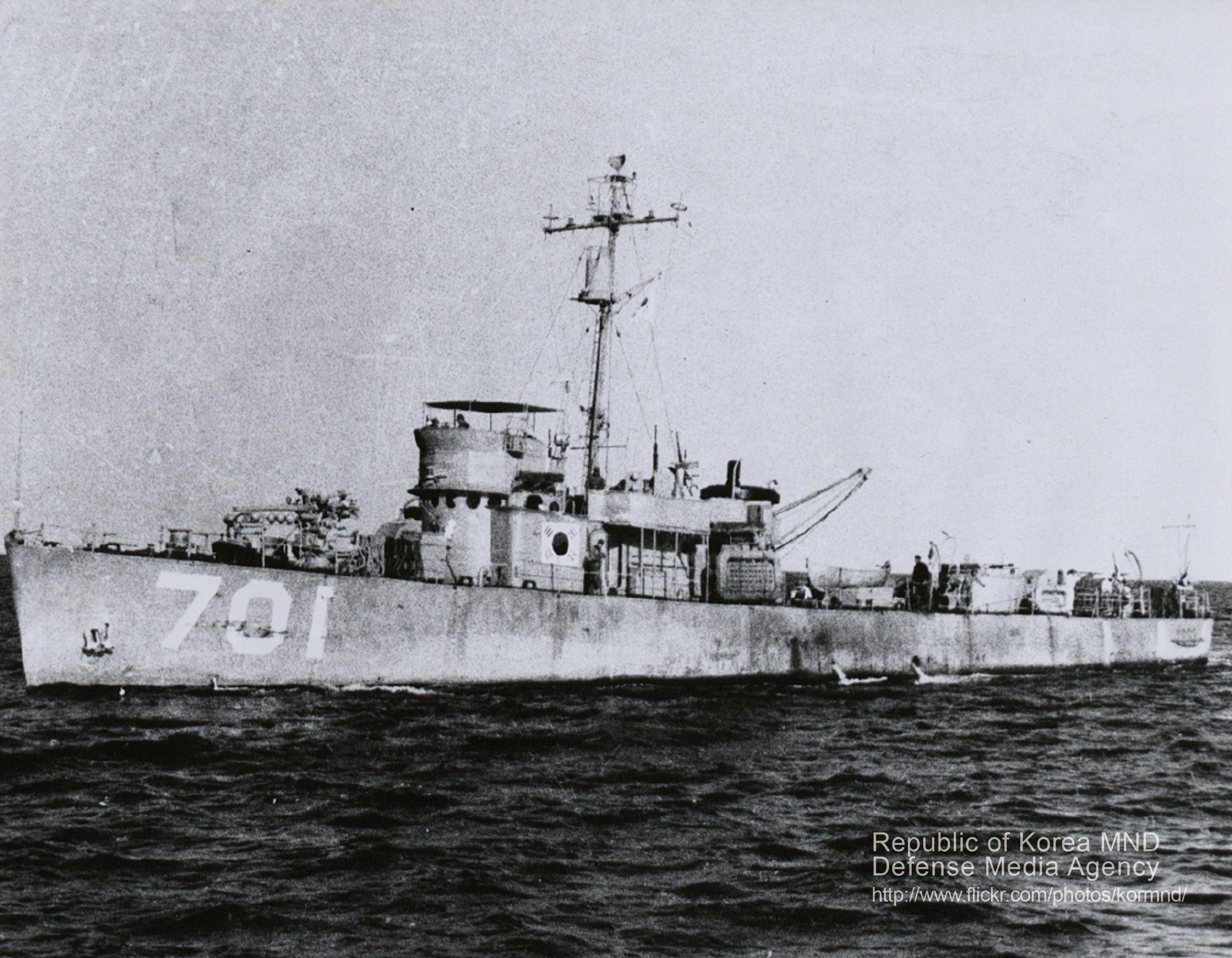
Le PC-701 Pak Tu San avec le drapeau de la république de Corée peint sur le flanc du navire. Il participe au combat au large de Pusan au déclenchement de la guerre de Corée.

Pendant la fin de la Seconde Guerre mondiale ces navires servirent essentiellement d'appui aux convois océaniques et aux différentes opérations de débarquements alliés. Après guerre les navires survivants furent dispersés dans différentes marines pour d'autres fonctions.

## Les bâtiments cédés à la France
Ils servirent essentiellement, après les dernières opérations de la Seconde Guerre mondiale, comme escorteurs- patrouilleurs côtiers en métropole, aux colonies africaines et d'Extrême-Orient.
- Avant la fin de la guerre :
  - L'Eveillé (ex-PC-471) 1944-1959
  - Le Rusé (ex-PC-472) 1944-1959
  - L'Ardent (ex-PC-473) 1944-1945
  - L'Indiscret (ex-PC-474) 1944-1960
  - Le Résolu (ex-PC-475) 1944-1951
  - L'Emporté (ex-PC-480) 1944-1959
  - L'Effronté (ex-PC-481) 1944-1953
  - L'Enjoué (ex-PC-482) 1944-1945
  - Tirailleur (ex-PC-542) 1944-1958
  - Le Volontaire (ex-PC-543) 1944-1964
  - Goumier (ex-PC-545) 1944-1965
  - Franc Tireur (ex-PC-546) 1944-1953
  - Le Vigilant (ex-PC-550) 1944-1959
  - Mameluck (ex-PC-551) 1944-1958
  - Carabinier (ex-PC-556) 1944-1958
  - Dragon (ex-PC-557) 1944-1959
  - Voltigeur (ex-PC-559) 1944-1970
  - L'Attentif (ex-PC-562) 1944-1953
  - Spahi (ex-PC-591) 1944-1959
  - Fantassin (ex-PC-621) 1944-1961
  - Grenadier (ex-PC-625) 1944-1958
  - Lansquenet (ex-PC-626) 1944-1958
  - Cavalier (ex-PC-627) 1944-1951
  - Pnom Penh (ex-PC-796) 1949-1955
  - Légionnaire (ex-PC-1226) 1944-1958
  - Lancier (ex-PC-1227) 1944-1960
  - Sabre (ex-PC-1248) 1944-1959
  - Pique (ex-PC-1249) 1944-1959
  - Cimeterre (ex-PC-1250) 1944-1963
  - Coutelas (ex-PC-1560) 1944-1963
  - Dague (ex-PC-1561) 1944-1964
  - Javelot (ex-PC-1562) 1944-1951
- Après guerre :
  - Hussard (ex-PC-1235) 1945-1965
  - Luang Prabang (ex-PC-798) 1949-1955
  - Hue (ex-PC-797) 1950-1955
  - L'Impétueux (ex-PC-799) (1949-1950?)
  - Flamberge (ex-PC-1086) 1951-1956
  - L'Intrépide (ex-PC-1130) 1951-1956
  - Trident (ex-PC-1143) 1951-1956
  - Mousquet (ex-P-C1144) 1951-1955
  - Glaive (ex-PC-1146) 1951-1956
  - L'Ardent (ex-PC-1167) 1951-1956
  - L'Inconstant (ex-PC-1171) 1951-1956

## Autres pays
Ils servirent essentiellement comme escorteurs légers et patrouilleurs côtiers.
- Brésil[2]:
  - Guaporé (ex-PC-544) 1942-1958
  - Gurupi (ex-PC-547) 1942-1960
  - Goiana (ex-PC-554) 1943-1952
  - Graúna (ex-PC-561) 1943-1960
  - Guaíba (ex-PC-604) 1943-1952
  - Gurupá (ex-PC-605) 1943-1952
  - Guajará (ex-PC-607) 1943-1960
  - Grajaú (ex-PC-1236) 1943-1960
- Norvège:
  - Kong Haakon VII (ex-PC-467) 1942-1953[3]
- Pays-Bas:
  - Queen Wilhelmina (ex-PC-468) 1942-1963[4]
- Grèce:
  - Vasilefs Georgios II (ex-PC-622) 1944-1963[5]
- Uruguay:
  - Maldonado (ex-PC-1234) 1944-1970[6]

Après guerre, de nombreux autres pays se dotèrent de ce genre de navire, pour reconstituer leur flotte en attente de construction, pour en faire des escorteurs légers, patrouilleurs côtiers, etc. : Espagne, Portugal, Israël, Corée du Sud, Thaïlande, Venezuela, Philippines, Indonésie, Taïwan, Mexique, République dominicaine…